# How Does Your Garden Grow?
How Does Your Garden Grow? är rockbandet Better Than Ezras tredje album, utgivet 25 augusti 1998 på Elektra Records.

## Låtlista
1. "Je ne m'en souviens pas" - 4:44
2. "One More Murder" - 4:39
3. "At the Stars" - 3:43
4. "Like It Like That" - 2:45
5. "Allison Foley" - 3:46
6. "Under You" - 4:57
7. "Live Again" - 4:24
8. "Happy Day MãMã" - 3:23
9. "Pull" - 2:58
10. "Particle" - 6:04
11. "Beautiful Mistake" - 4:35
12. "Everything in 2's" - 3:47
13. "New Kind of Low a.) Low b.) Coma" - 5:17
14. "Waxing or Waning?" - 3:22